# Nicola Emery
Nicola Emery (Lugano, 1958) è un filosofo svizzero.
Docente di Filosofia e di Estetica all'Accademia di architettura dell'Università della Svizzera italiana ha insegnato presso la Scuola di governo del Territorio del SUM di Firenze, Visiting Professor 2015 presso lo IUAV di Venezia e membro del comitato di riferimento per i Dottorati di ricerca del Politecnico di Milano. 
Autore da un lato di innovativi studi monografici sul pensiero del Novecento, ha dedicato d'altro lato libri e saggi anche alla filosofia dell'arte e in particolare allo statuto "difficile" dell'architettura.
Ne è venuta anche la sua collaborazione con diversi architetti, quali Peter Zumthor, e la sua partecipazione al concorso ad invito per l'allestimento del padiglione Svizzero alla Biennale di architettura di Venezia, 
dove ha presentato il progetto "La casa del linguaggio"(non realizzato); . Il suo saggio Progettare, Costruire, Curare, commissionato dall'Ordine ticinese degli ingegneri e architetti, ha fornito le linee guida per l'elaborazione del codice deontologico degli architetti e ingegneri del Canton Ticino.
Mentre nei suoi saggi recenti di quest'ambito, proseguendo la riflessione del suo libro Distruzione e progetto ha posto le basi per una riflessione filosofica sui significati simbolici e sui limiti ideologici delle pratiche di riciclo( "Recycling the Capital-nihilism? A realistic Fragment", in AAVV, Recycler l'Urbain, Gerphau-Paris, Metis Presse, Genève, 2014) 
Fra i maggiori fautori negli anni Novanta della riscoperta dell'opera di Giuseppe Rensi, ne ha interpretato l'itinerario nel contesto del nichilismo europeo, curando e introducendo anche la riedizione di numerose opere in Italia e in Francia ( La democrazia diretta, Adelphi, Milano, 1995; La philosophie de l' absurde, Allia, Paris, 1996; Apologia dell' ateismo, Castelvecchi, Roma, 2013; La morale come Pazzia , Castelvecchi, Roma, 2013; Lineamenti di filosofia scettica, Roma, Castelvecchi, 2014)
Studioso rigoroso inoltre della Scuola di Francoforte, in una suo recente libro( Per il non conformismo. Max Horkheimer e Friedrich Pollock: l' altra Scuola di Francoforte'', Castelvecchi, Roma, 2015) ha evidenziato la centralità in essa svolta dal sodalizio esistenziale e intellettuale esistente fra Max Horkheimer e l'economista Friedrich Pollock, dagli anni della loro adolescenza fino agli anni (anteriormente mai studiati) del loro congiunto e ancora fattivo esilio nella Svizzera italiana. Anche per questo ha ideato il 'Seminario internazionale di studi Max Horkheimer, che ha preso avvio nell'ottobre del 2015, sotto la sua direzione, con il sostegno della Fondazione Max Horkheimer, presso l'Accademia di architettura di Mendrisio dell'Università della Svizzera italiana.

## Opere
- Arte nuova e cultura di massa..Con contributi di G. Marramao, H. Kocyba, M.Jay, N.Emery, K.Genel, O.Voirol, S.Marino, D.Gentili. A.c. N.Emery, Collana Incontri Internazionali Max Horkheimer, n. 1, Mimesis, Milano-Udine, 2018, pp.147, ISBN 978-88-5754-660-5
- Per il non conformismo. Max Horkheimer e Friedrich Pollock: l' altra Scuola di Francoforte, Castelvecchi, Roma, 2015, pp.284, ISBN 978-88-6944-165-3
- Distruzione e progetto. L'architettura promessa, Marinotti Milano, 2011, pp.325, ISBN 978-88-8273-126-7
- Ethik und Architektur. Über die Grundgesetze des Bauens, Casagrande, Bellinzona, 2011, ISBN 978-88-7713-581-0
- Progettare, costruire, curare. Per una deontologia dell' architettura', Casagrande, Bellinzona, 2007; II ed accresciuta 2010, ISBN 978-88-7713-576-6
- L' architettura difficile. Filosofia del costruire, Marinotti, Milano, 2007, pp.260, ISBN 978-88-8273-081-9
- Giuseppe Rensi. L'eloquenza del nichilismo, Seam, Roma, 2001, pp.266, ISBN 88-8179-176-5
- Lo sguardo di Sisifo. Giuseppe Rensi e la via italiana alla filosofia della crisi, con prefazione di Antimo Negri e Nuova bibliografia rensiana, Marzorati, Milano, 1997, pp.460, ISBN 88-280-0155-0

## Curatele e prefazioni
- Nessun Dio ci può salvare, Prefazione a G.Rensi, "Hegel, ovvero l'esistenza di Dio", Castelvecchi, Roma, 2016, ISBN 9788869444760
- Viaggio al termine della ragione, Prefazione a G.Rensi, Lineamenti di filosofia scettica, a.c. N.Emery, Castelvecchi, Roma, 2014, ISBN 9788868262488
- La morale come Stato d'eccezione?, Prefazione a G.Rensi, La morale come pazzia, Castelvecchi, Roma, 2013, ISBN 9788868260712
- Terapia dell'ateismo, Prefazione a G. Rensi, Apologia dell' ateismo, Castelvecchi, Roma, 2013, ISBN 978-88-7615-993-0
- G.Rensi et le miroir du nihilisme, in G.Rensi, La philosophie de l' absurde, Allia, Paris, 1996
- Postfazione in G.Rensi, La democrazia diretta, a.c. N. Emery, Adelphi, Milano, 1995, ISBN 88-459-1132-2